# Teatre de Marcel
El Teatre de Marcel és un teatre edificat a l'antiga Roma, conservat parcialment. Va ser promogut per Juli Cèsar i acabat per August entre els anys 13-11 aC. Va ser dedicat a Marc Claudi Marcel, en un acte de pietat, atès que aquest príncep va morir prematurament. Es calcula que la càvea, de 129,80 metres, podia acollir entre 15.000 i 20.000 espectadors; convertint-se en el segon teatre amb més capacitat de Roma, després del de Pompeu. El teatre de Marcel, tal com el veiem actualment, és fruit d'una restauració i liberalització de postissos duta a terme entre 1926 i 1932.